# Sondergericht Mannheim

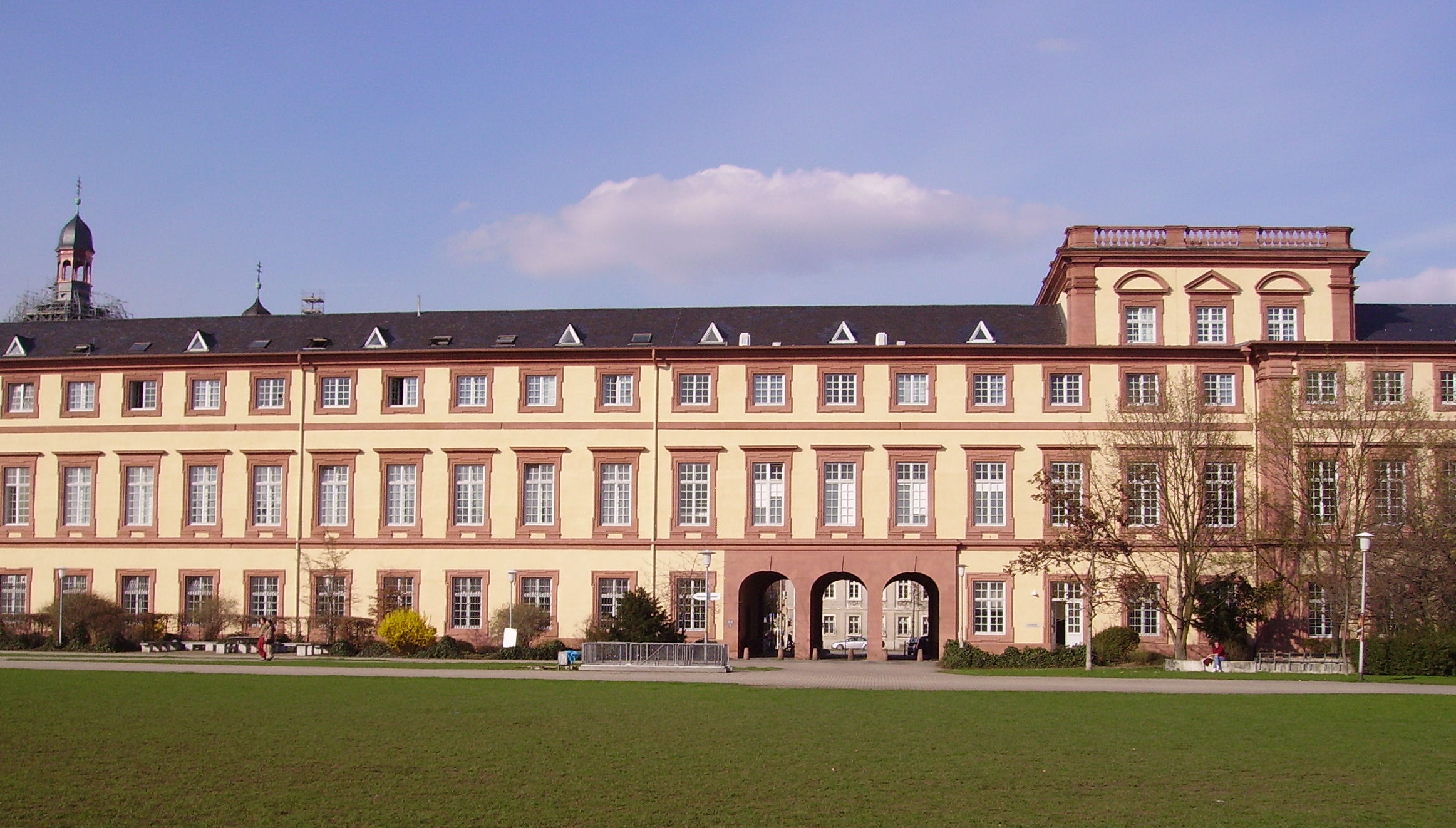
Westflügel des Mannheimer Schlosses, Sitz des Sondergerichts Mannheim

Das Sondergericht Mannheim war das badische Sondergericht während der Zeit des Nationalsozialismus. Es bestand von 1933 bis 1945.

## Geschichte
Die nationalsozialistische Reichsregierung erließ im März 1933 eine Verordnung zur Bildung von Sondergerichten. Diese waren zunächst zuständig für Straftatbestände, die in der Reichstagsbrandverordnung und der Heimtückeverordnung aufgeführt waren. Die Verordnungen richteten sich gegen die Gegner des Nationalsozialismus. In jedem Oberlandesgerichtsbezirk wurde ein Sondergericht gebildet. In Baden wurde das für den Bezirk des Oberlandesgerichts Karlsruhe zuständige Sondergericht nicht in der Hauptstadt Karlsruhe eingerichtet, sondern in Mannheim, weil das badische Justizministerium der Meinung war, das in der Arbeiterstadt Mannheim, größte Stadt des Landes und Hochburg der Sozialdemokraten und Kommunisten in Baden, sich die meisten Fälle zur Aburteilung ereignen würden. Das Sondergericht wurde beim Landgericht Mannheim im Mannheimer Schloss angesiedelt.
Im Jahre 1938 und nochmal 1939 nach dem Beginn des Zweiten Weltkriegs wurde die Zuständigkeit des Gerichts erweitert. Mit der Verordnung über außerordentliche Rundfunkmaßnahmen beispielsweise wurde das Abhören ausländischer Sender unter Strafe gestellt. Möglicherweise wegen Überlastung wurde 1940 ein zweites badisches Sondergericht in Freiburg eingerichtet, das für die Landgerichtsbezirke Freiburg, Offenburg, Konstanz und Waldshut zuständig war.
Kennzeichnend für die Fälle beim Sondergericht war die Schnelligkeit der Verfahren und die Tatsache, dass keine Rechtsmittel seitens des Angeklagten zugelassen waren. 68,8 Prozent der Verfahren in Mannheim gingen auf Anzeigen von Privatpersonen zurück. Rund 3000 Menschen wurden angeklagt. 84 von ihnen wurden zum Tode verurteilt. Davon wurden fünf begnadigt, zwei starben kurz vor der Hinrichtung und vier entgingen der Vollstreckung wegen des Ende des Kriegs. 73 Menschen wurden hingerichtet, von denen mehr als die Hälfte für Taten für schuldig befunden wurden, die heute wohl als Bagatelldelikte gelten würden, wie Diebstahl von Lebensmitteln für den Eigenverzehr. Die Richter wurden für die von ihnen verhängten Todesurteile nicht zur Rechenschaft gezogen.

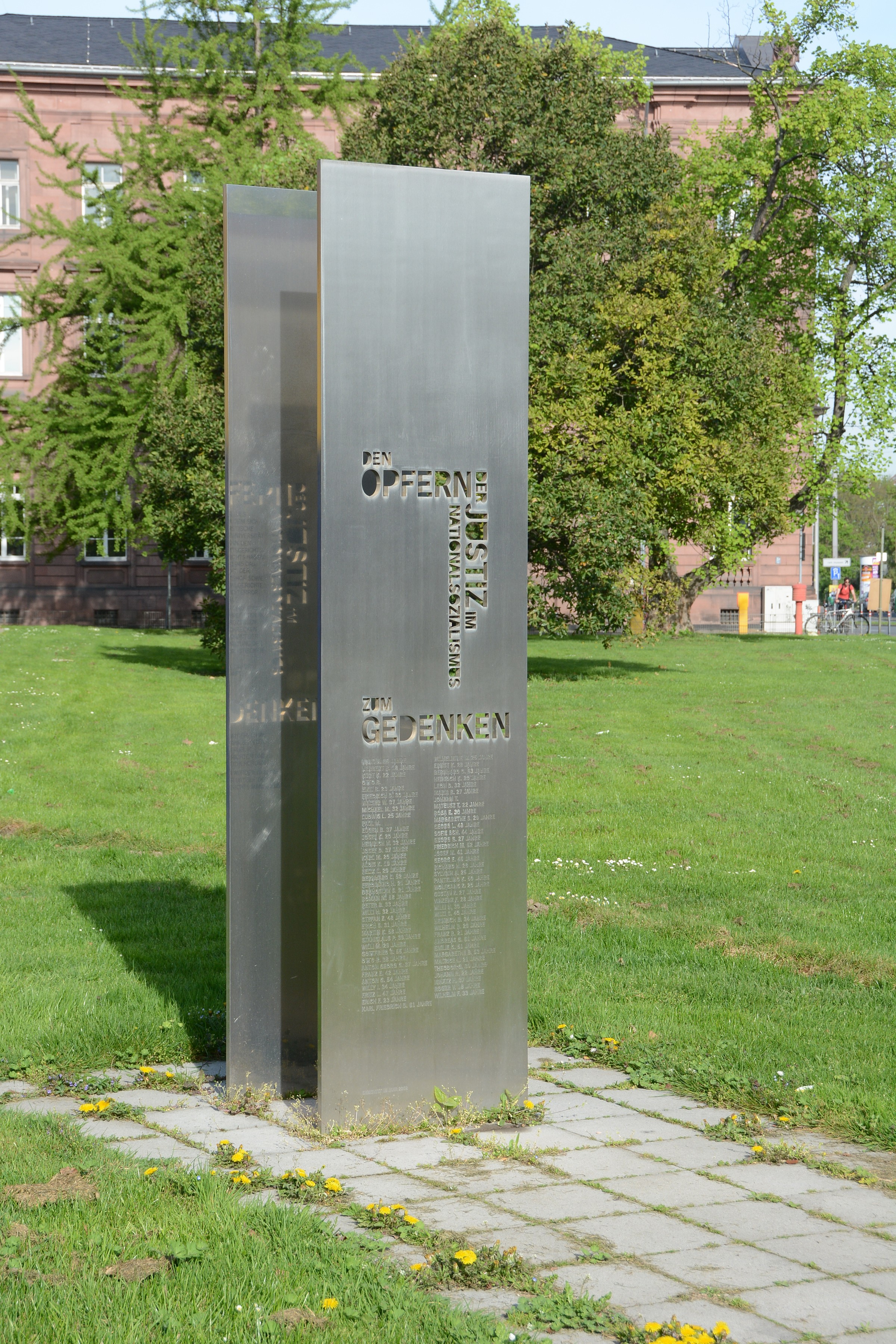
Mahnmal für die Opfer der Justiz im Nationalsozialismus vor dem Schloss Mannheim (2014)

Den Opfern der NS-Justiz zum Gedenken wurde ein Mahnmal vor dem Westflügel des Schlosses aufgestellt. Eingraviert sind die Namen der 73 Hingerichteten. Das Denkmal wurde von Jürgen Schwarz gestaltet und 2002 vom baden-württembergischen Justizminister Ulrich Goll eingeweiht.